# Miltiadis Tentoglou
Miltiadis Tentoglou (em grego:  Μιλτιάδης Τεντόγλου) (Grevena, 18 de março de 1998) é um atleta grego, campeão olímpico e mundial do salto em distância.
Na Rio 2016, disputando seus primeiros Jogos Olímpicos com apenas 18 anos, ficou em 27º lugar nas eliminatórias. Campeão europeu em 2018, em Tóquio 2020 conquistou a medalha de ouro com um salto de 8,41 m. Foi vice-campeão mundial em Eugene 2022, com a marca de 8,32 metros  e campeão mundial em Budapeste 2023 com 8,52 m.
Sagrou-se bicampeão olímpico em Paris 2024 com um salto de 8,48 m.
Seu recorde pessoal é de 8,65 m, conseguido em Roma em junho de 2024.